# Simulium deagostinii
Simulium deagostinii är en tvåvingeart som beskrevs av Coscaron och Peter Wolfgang Wygodzinsky 1962. Simulium deagostinii ingår i släktet Simulium och familjen knott. Inga underarter finns listade i Catalogue of Life.